# Leonie Sachs (Romanistin)
Leonie Sachs (* 5. März 1908 in Berlin; † 8. Dezember 1991 in West Hartford) war eine deutsch-amerikanische Romanistin und Hochschullehrerin.

## Leben
Leonie Bernhardine Feiler verlor mit zehn Jahren ihren Vater und war gezwungen, vor der verbitterten und neurotisch gewordenen Mutter zu fliehen. Ab 1926 studierte sie Romanische Philologie in Berlin, München und Heidelberg. 1931 wurde sie in Berlin bei Ernst Gamillscheg promoviert und heiratete am 3. Oktober 1932 Georg Eduard Sachs (Sohn des Musikwissenschaftlers Curt Sachs und Enkel von Louis Lewin), 1932 ebenfalls bei Gamillscheg promoviert mit der Arbeit Die germanischen Ortsnamen in Spanien und Portugal, Botschaftssekretär der Spanischen Republik in Berlin. Durch Vermittlung des Botschafters, Américo Castro, konnte das jüdische Paar 1933 das nationalsozialistische Deutschland verlassen. Georg Sachs wurde Lektor für Deutsch an der Universität Madrid und lehrte gleichzeitig am Centro de Estudios Históricos bei Ramón Menéndez Pidal. 1937 floh die Familie vor dem  Spanischen Bürgerkrieg über Alicante und Paris in die Vereinigten Staaten. Nach Erreichen einer auf ein Jahr befristeten Stelle als Associate Professor an der Columbia University starb Georg Sachs am 21. Juli 1939. Leonie Sachs hatte zum zweiten Mal den männlichen Lebensmittelpunkt verloren und stand im Alter von 31 Jahren mit zwei Söhnen von 5 und 3 Jahren im fremden Land alleine da.
Sie unterrichtete ab 1941 im Rahmen der International Auxiliary Language Association und erwarb 1944 die US-amerikanische Staatsangehörigkeit (unter dem Namen Leonie F. Sachs). Von 1947 bis 1955 unterrichtete sie an der Walden School (New York City) und hatte gleichzeitig eine Teilzeitstelle am Hunter College. Von 1955 bis 1961 war sie Teilzeit-Professorin für Deutsch am Sarah Lawrence College, während ihre Tätigkeit am Hunter College weiterging.  Von 1961 bis 1973 lehrte sie am Hunter College Spanisch, zuerst als Assistenzprofessorin, ab 1968 als Associate Professor. In ihrer zweiten Lebenshälfte war sie der Haskala zugewandt und, vermittelt durch Zalman Schachter-Shalomi, dem Chassidismus. Sie korrespondierte mit Menachem Mendel Schneerson. Sie starb 1991 im Alter von 83 Jahren in einem jüdischen Heim in West Hartford (Connecticut) und wurde auf dem Cedar Park Cemetery in Hudson (New York) beigesetzt.

## Veröffentlichungen (Auswahl)
- Die Bezeichnungen für den Waschtrog im Galloromanischen. In: Romanische Forschungen 45, 1931, S. 257–358. (Dissertation)
- The Contribution of Foreign Language Study to Better Understanding of English. In: Hispania 29, 1946, S. 245–252.
- Living Spanish beyond the College Classroom. In: Hispania 48, 1965, S. 318–323.
- Enrique de Villena. Portrait of the Magician as an Outsider. In: Studies in Philology 64, 1967, S. 109–131.